# Franciszkany
Franciszkany (niem. Frankenfeld) – wieś w Polsce położona w województwie łódzkim, w powiecie skierniewickim, w gminie Nowy Kawęczyn.
W latach 1975–1998 miejscowość administracyjnie należała do województwa skierniewickiego.